# Life Is People
Life Is People ist das Comeback-Album des britischen Sängers und Songwriters Bill Fay. Es ist dessen erste reguläre Veröffentlichung nach 1971. Life Is People erschien am 20. August 2012 auf Dead Oceans und erreichte in der 37. Woche 2012 in Deutschland Platz 7 der Newcomer-Charts.

## Stil
Die Musik auf Life Is People ist geprägt von der brüchigen Baritonstimme und dem Klavierspiel des zum Zeitpunkt der Aufnahmen 69-jährigen Bill Fay. Der Stil der Songs reicht von sparsam instrumentierten Piano-Balladen und Smooth Jazz über Gospel bis zum elegischen Folk-Rock mit aufwändigem  Streicher-Arrangement. Fays Texte handeln von Abschied, Tod und Vergänglichkeit. Sie sind voller Melancholie und durchsetzt mit zahlreichen biblischen Metaphern.

## Entstehungsgeschichte
Bill Fay hatte Anfang der 1970er Jahre zwei Alben veröffentlicht. „Das mit Nick Drake, Leonard Cohen oder Scott Walker vergleichbare selbstbetitelte Debüt (1970), der wild-ekstatische Nachfolger Time Of The Last Persecution (1971) - das waren hoch ambitionierte, mutig arrangierte, traumhaft schöne Songs zwischen orchestralem Pop, Folk, Rock und Jazz, die aber unverständlicherweise floppten.“ Ein nahezu fertiggestelltes drittes Album sollte erst 2007 unter dem Titel Tomorrow, Tomorrow And Tomorrow veröffentlicht werden.
Doch für Jeff Tweedy von der US-amerikanischen Band Wilco, der bereits Fays Ballade Be Not So Fearful gecovert hatte, gab es keinen Musiker, „dessen Alben [ihm] jemals mehr bedeutet hätten“ als die Platten Bill Fays. Tweedy förderte in Folge Bill Fays Comeback, lud ihn 2007 wieder auf die Bühne ein und ist auf Life Is People bei dem Stück This World im Duett mit ihm vertreten.
Auch der 32-jährige Produzent Joshua Henry kannte Fays Frühwerk aus der Sammlung seines Vaters. Henry war es, der den betagten Musiker nach mehr als 30 Jahren wieder zu Studioaufnahmen überreden konnte. Auch verschiedene Musiker, wie Ray Russell und Alan Rushton, die bereits auf dem zweiten Album Fays mitgewirkt hatten, erklärten sich nach mehr als 40 Jahren zu einer erneuten Zusammenarbeit bereit. Ebenso wurden vier Mitglieder des London Community Gospel Choir für drei Songs und das Vulcan String Quartet für die Streicherarrangements verpflichtet. Die Aufnahmen erfolgten mit geringem Budget aber großem Engagement der Beteiligten in den für seine Vintage-Musikinstrumente ausgezeichneten Snap Studios im Londoner Norden, wo Fay geboren wurde und immer noch lebt, statt.
Bill Fay spendete seine Tantiemen der Hilfsorganisation Ärzte ohne Grenzen.

## Titelliste
1. There Is a Valley – 4:15
2. Big Painter – 3:59
3. The Never Ending Happening – 3:43
4. This World – 3:43
5. The Healing Day – 5:14
6. City of Dreams – 6:10
7. Be at Peace with Yourself – 5:00
8. Jesus, etc. – 4:17 (Jeff Tweedy / Jay Bennett)
9. Empires – 3:23
10. Thank You Lord – 3:13
11. Cosmic Concerto (Life Is People) – 7:56
12. The Coast No Man Can Tell – 3:06

Exklusiv veröffentlicht auf der Musik-Streaming-Plattform Spotify:
1. Brother – 3:15

Alle Titel Text und Musik: Bill Fay, außer wo angegeben

## Veröffentlichungen und Charterfolge
- Deutschland: Platz 7 der Newcomer-Charts.[6]

## Rezeption
Life Is People erhielt von den Musikkritikern durchweg überschwängliche bis enthusiastische Kritiken.
Der Kritiker auf welt.de schrieb: „Ja, man muss sich schon einlassen auf diese schweren, elegischen, jedoch nie in den Kitsch abgleitenden Lieder voller Weisheit und Wärme – als Hintergrundgeplänkel taugen sie nicht. Aber die Mühe lohnt sich bei diesem monumentalen Album. Dem Seventies-Veteranen Fay sollte ‚Life Is People‘ endgültig einen Platz in der Ruhmeshalle des Pop sichern.“
Thomas Mehringer denkt „an andere Spätwerke der letzten zehn Jahre, an Leute wie Warren Zevon, der sein letztes Album ‚The Wind‘ schon im Bewußtsein aufnahm, dass er die Veröffentlichung nicht mehr erleben würde. Oder an Robert Forsters ‚The Evangelist‘, das in großen Teilen den Tod von Go-Betweens-Kamerad Grant McLennan verarbeitet.“ Und stellte das Album im Szenemagazin Zündfunk des Bayerischen Rundfunks als Album der Woche vor.
Henning Grabow schrieb auf motor.de: „Hab ich da irgendwo ‚Altherrenmusik!‘ gehört? Nun, wer weiter auf den breiten, schattigen Alleen der Ignoranz wandeln möchte, der höre eben weg. Freunde von Trampelpfaden und unentdeckten Lichtungen hören bitte hin und sind anschließend vielleicht genauso verwirrt wie ich über die ungezwungene Vielfalt, die sich dem Interessierten hier bietet. ‚Life Is People‘ kommt ohne Erwartungen oder Voraussetzungen aus. Musik als Geschenk, von einer dankbaren aber unbeirrbaren Seele …“
Für Andreas Borcholte auf spiegel.de ist das Album „ein meisterlich abgeklärtes Alterswerk, voller philosophischer Fragen, wohlformulierter Kritik am hektischen Lebensstil unserer Zeit und frommer Wünsche an eine möglichst harmonische Lebensabendreise zur ‚Coast No Man Can Tell‘. Vielleicht hätte Nick Drake so geklungen, hätte er länger gelebt. Aber vielleicht kann man sich bei Bill Fay, dem endlich Auferstandenen, auch mal alle Vergleiche sparen.“